# هجوم شمال غرب سوريا (أبريل–يونيو 2015)
وقع هجوم شمال غرب سوريا (أبريل–يونيو 2015)، الذي أطلق عليه المتمردون معركة النصر، في محافظتي إدلب وحماة أثناء الحرب الأهلية السورية.
تألفت الحملة من هجوم ذي ثلاثة محاور، مع الهجوم الرئيسي الذي قادته أحرار الشام وجبهة النصرة التابعة لتنظيم القاعدة وفصائل إسلامية أخرى تحت راية جيش الفتح، وشملت قوة الهجوم المتبقية التعاون مع كتائب الجيش السوري الحر. وذكر قائد الفرقة الثالثة عشرة للجيش السوري الحر أن التنسيق مع جماعات أخرى مثل جبهة النصرة لا يعني أنها تتماشى معها. في غضون أيام، استولى المتمردون على مدينة جسر الشغور وفي وقت لاحق على قاعدة للجيش. ويعزى نجاح الحملة إلى تحسين التنسيق بين داعمي المعارضة السورية. ومع ذلك، أسفرت العملية عن ارتفاع معدل التناقص في كلا الجانبين.

## معلومات أساسية
في 24 مارس 2015، هاجم جيش الفتح المؤسس حديثا مدينة إدلب من ثلاثة أطراف، وبعد أربعة أيام من القتال، استولى المتمردون على المدينة وتمكنوا من محاصرة بلدتي كفريا والفوعة. وبعد ذلك هاجم المتمردون معسكر المسطومة العسكري جنوب المدينة، ولكن تم صد هجومهم. وخلال الأيام التالية، شن الجيش السوري هجوما على بلدة أريحا القريبة، واستولى على ثلاث قرى.

## الهجوم

### سيطرة المتمردين على جسر الشغور
في 22 أبريل، قام المتمردون (بتنظيم من غرفة عمليات النصر التي أنشئت حديثا) بشن هجوم على العاصمة الإقليمية الفعلية لمحافظة إدلب، جسر الشغور، مهددين بقطع الطريق أمام الحكومة عن الوصول إلى طريق سريع رئيسي يربط إدلب باللاذقية. أهداف أخرى في هذا الهجوم كانت قاعدة مصنع الطوب (القرميد) بالقرب من المسطومة، وسهل الغاب في محافظة حماة، حيث كلفت وحدات الجيش السوري الحر بقيادة قطع خطوط إمداد الجيش العربي السوري من الغرب. فجر انتحاري من جبهة النصرة سيارة مفخخة بالقرب من مصنع الطوب، مما أشار إلى بداية العملية. تم أيضاً تفجير مركبة BMP معبأة بالمتفجرات عند نقطة تفتيش في شمال جسر الشغور. وفي نهاية 23 أبريل، وعلى الرغم من التصريحات المتناقضة، كانت لا تزال جسر الشغور تحت السيطرة من قبل القوات الحكومية. وقالت جبهة النصرة إنها أرسلت 15 انتحاريا إلى المدينة كجزء من الهجوم. وفي غضون ذلك، تم صد هجوم للمتمردين على قرية السرمانية في سهل الغاب. وتم تفجير سيارة مفخخة في منطقة السرمانية أيضا.
بحلول اليوم التالي، كان المتمردون قد استولوا على نقطة تفتيش واحدة بالقرب من قاعدة المسطومة وأربع نقاط تفتيش حول جسر الشغور، ولكن الاشتباكات استمرت على مسافة تتراوح بين 2 و4 كيلومترات بالقرب من المدينة. كما أفيد أن المتمردين تقدموا أيضا بالقرب من مصنع السكر في المدينة واستولوا على تل بالقرب من قاعدة مصنع الطوب. غير أن الجيش السوري ادعى أنه «أمن المدينة» بتكلفة قدرها 13 جندي، وأنكر أن المتمردين تقدموا بالقرب من مصنع السكر. وفي وقت لاحق من ذلك اليوم، استولى المتمردون على نقطة تفتيش تل حمكة الاستراتيجي بالقرب من الطريق بين جسر الشغور وأريحا. وفي الوقت نفسه، نفذت القوات الجوية السورية ما لا يقل عن 40 غارة جوية في إدلب. وفي وقت لاحق، ذكر مصدر من المعارضة ان المتمردين سيطروا على ثلاث نقاط بالقرب من بلدة فريكة (تل منطار وتل حمكة وتل منطف)، ولكن الطريق بين جسر الشغور وأريحا كان لا يزال غير مقطوع. غير أن التعزيزات الحكومية وصلت واستعادت نقطة تفتيش تل حكمة.
وفقا لما ذكره المرصد السوري لحقوق الإنسان، فإنه منذ بدء الهجوم، قتل 43 من المتمردين، من بينهم 13 من الشيشان، وبلغ عدد الضحايا من الحكومة 30 قتيلا. وفي الوقت نفسه، ذكرت مصادر موالية للحكومة أن عدد القتلى من المتمردين وصل إلى 100، وأن 47 جنديا ماتوا كذلك. وطوال الأيام القليلة الأولى من الهجوم، استخدمت كتائب الجيش السوري الحر مثل فرسان الحق والفرقة الأولى الساحلية (بما في ذلك جندي المدفعية أسامة أبو حمزة) صواريخ تاو المضادة للدبابات ضد عدد من المركبات المدرعة التابعة للجيش السوري في سهل الغاب.
في وقت مبكر من يوم 25 أبريل، استولى المتمردون على مصنع السكر، وفي وقت لاحق، تم تفجير عبوة ناسفة في نقطة تفتيش عين سبيل قبل أن تقوم قوة من المتمردين بقيادة جبهة النصرة بالاستيلاء على معظم أنحاء مدينة جسر الشغور، مع استمرار القتال والغارات الجوية التي تضرب مواقع المتمردين. وظل المستشفى الوطني ونقطة تفتيش واحدة على وجه التحديد تحت سيطرة الحكومة في هذه المرحلة، مع استمرار الاشتباكات في الجزء الجنوبي الغربي من المدينة. وفي الوقت نفسه، ادعى الجيش السوري أنه استولى على قرية كورين. بعد فترة وجيزة، تمكن المتمردون من تأمين جسر الشغور بشكل كامل، باستثناء المستشفى حيث كان الجنود لا يزالون يتحصنون فيه. كما استمرت الاشتباكات على مقربة من المدينة من الجنوب والشرق. تردد ان 60 جثة لمقاتلين حكوميين شوهدت في الشوارع. خلال انسحاب الجيش السوري، أعدمت مخابرات الجيش السوري 23 سجينا في المستشفى قبل أن تنسحب. شنت القوات الجوية السورية 30 غارة جوية حول المدينة بعد سقوطها.
بعد الاستيلاء على جسر الشغور، استولى المتمردون على خمس قرى في سهل الغاب واستولوا على قرية اشتبرق بالقرب من جسر الشغور، في حين قتل 27 شخصا، من بينهم 20 متمردا في غارات جوية على المدينة التي تم الاستيلاء عليها.
وفي اليوم التالي، أفادت التقارير أن القوات السورية استعادت مصنع السكر وكانت تقاتل عند مدخل المدينة، مع تقرير واحد وضع الاشتباكات على بعد حوالي 5 كيلومترات جنوب جسر الشغور. كما أفادت مصادر عسكرية أن الجيش السوري استعاد قرية في سهل الغاب وفتح ممر من مصنع السكر للجنود المحاصرين في مستشفى جسر الشغور.
وفي 27 أبريل، استولى المتمردون على قاعدة مصنع القرميد للطوب بعد شن هجومين انتحاريين. وبعد ساعات من الاشتباكات العنيفة، اضطرت القوات السورية إلى التراجع بعد أن اشتعلت النيران في المرفق الرئيسي. قتل 19 جندياً، بينما ادعى الجيش السوري أنه قتل 60–80 متمرداً. وأفاد الناشط المؤيد للمعارضة سيدريك لابروس أن أكثر من 90 قتلا من الجانبين، في حين أن المرصد السوري لحقوق الإنسان أبلغ عن مقتل 10 متمردين في القاعدة، بما في ذلك الانتحاريان، و7 دبابات و6 مدافع وكمية كبيرة من الذخيرة استولى عليها المتمردون. وأفيد بأن ثلاث دبابات تابعة للجيش السوري دمرت أيضا. بعد سقوط قاعدة مصنع الطوب، ضربت المنطقة 14 غارة جوية.
وفي وقت لاحق، استعاد الجيش العربي السوري قرية الغانية في سهول الغاب، في حين جرى التنافس على ثلاث قرى أخرى. وخلال النهار، استخدمت جبهة النصرة صواريخ تاو الأمريكية الصنع ضد مواقع حزب الله. كما استعاد الجيش العربي السوري السيطرة على قرية في جسر الشغور، لكنه فقدها مرة أخرى بعد يومين.
واعتبارا من 28 أبريل، قام المتمردون بمحاصرة المستشفى حيث كان الجنود يواصلون القتال. في اليوم نفسه، أفاد مصدر عسكري أن قوات الحكومة السورية شنت هجوما مضادا على مصنع الطوب في إدلب. ظهرت لقطات فيديو للعقيد الحسن يجري اتصالا هاتفيا لدمشق يتوسل للحصول على تعزيزات بينما تحيط به قواته. ووفقا لما ذكره إيليا ج. ماجنييه من صحيفة الراي، فإن دمشق قد أعطت الأمر باستعادة جسر الشغور بأي ثمن. وفي الوقت نفسه، فجر المتمردون جسرا في محاولة لمنع مقاتلي الحكومة المتمركزين في حماة من الوصول إلى جسر الشغور.
وفي 29 أبريل، استولى المتمردون على منطقة مصيبين التي تربط أريحا وسراقب. وأكد مصدر عسكري فقدان محجر مصيبين، ولكنه أكد أن الجيش العربي السوري لا يزال يسيطر على القرية وتلتها. كما تم صد هجوم رابع للمتمردين خلال أربعة أيام ضد المستشفى.
في 1 مايو، نفذت جبهة النصرة عملية انتحارية بالقنابل على الحامية الحكومية داخل المستشفى الوطني. وبحلول نهاية اليوم، كان المستشفى لا يزال تحت سيطرة القوات الحكومية. وأسفرت الاشتباكات حول المستشفى عن مقتل وإصابة 14 من مقاتلي النصرة و«عشرات» من جنود الحكومة. وعند هذه النقطة، كان حوالي 5,000 جندي يختبئون في قاعدة المسطومة العسكرية، شرق أريحا، وفي أريحا نفسها، وعلى التلال المحيطة بها. قامت وحدة صقور الغاب التابعة للجيش السوري الحر بتفجير ثلاثة جسور في محاولة لمنع تراجعهم المحتمل واستخدمت صواريخ تاو التي قدمتها الولايات المتحدة خصيصا لهذه العملية.